# Stolperstein in Stechlin

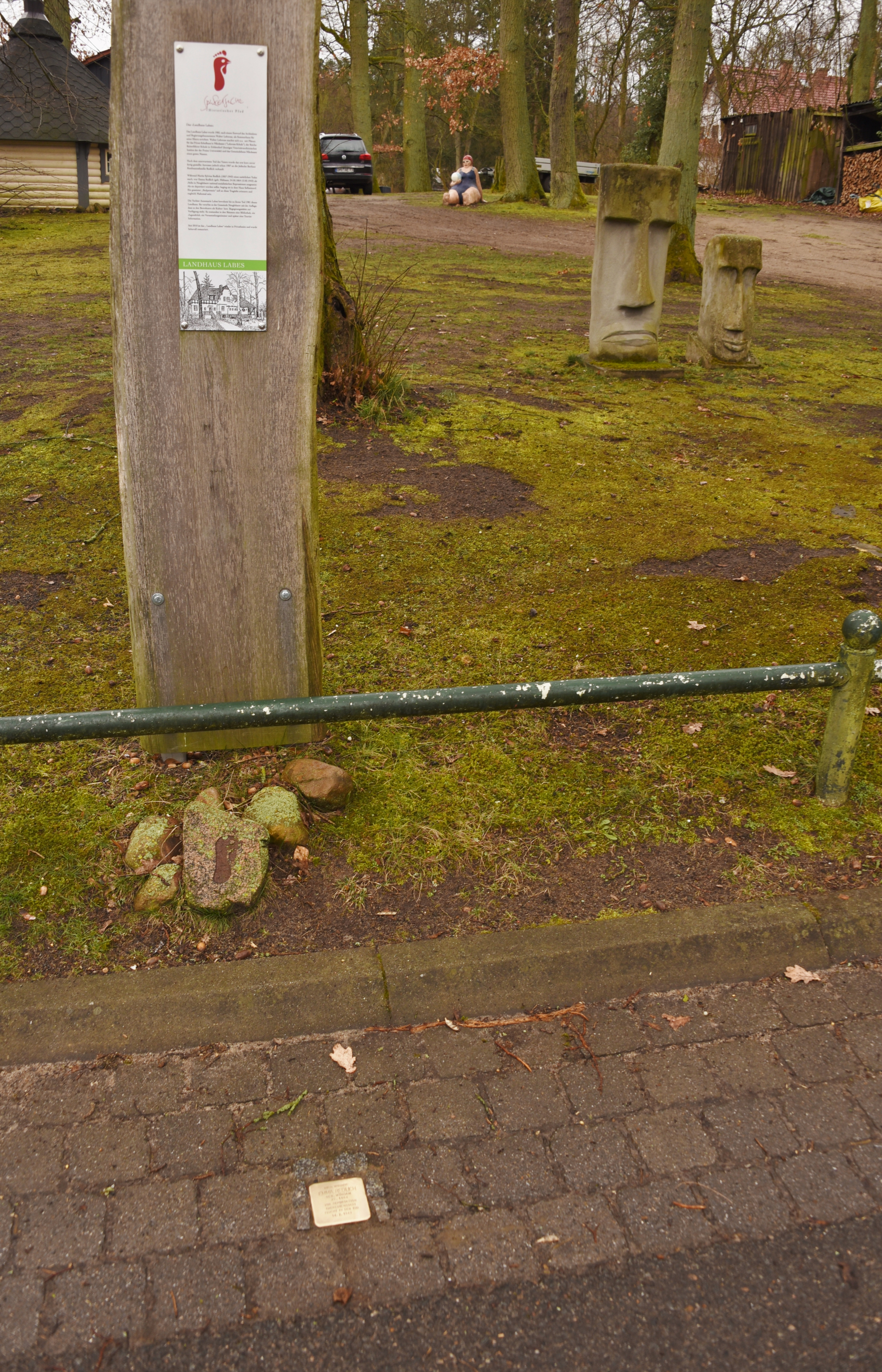
Stolperstein für Emma Redlich

Der Stolperstein in Stechlin ist Emma Redlich gewidmet. Stolpersteine werden vom Kölner Künstler Gunter Demnig in weiten Teilen Europas verlegt. Sie erinnern an das Schicksal der Menschen, die von den Nationalsozialisten ermordet, deportiert, vertrieben oder in den Suizid getrieben wurden und liegen im Regelfall vor dem letzten selbstgewählten Wohnsitz des Opfers.
Der bislang einzige Stolperstein von Stechlin wurde am 24. September 2015 vom Künstler persönlich verlegt.

## Geschichte
Zumindest bis 1933 waren in Neuglobsow keine Unterschiede gemacht worden zwischen Juden und Nichtjuden, so berichtet es zumindest eine Zeitzeugin. Dies änderte sich mit der Machtergreifung Hitlers 1933. Zuvor schon hatte ein Bewohner, dem zu Ehren später die Stadt Łódź in Litzmannstadt umbenannt wurde, Karl Litzmann, eine NSDAP-Ortsgruppe gegründet. Auch in Neuglobsow machte sich das neue Wahlverhalten bemerkbar, wurde zuvor vor allem die SPD gewählt, schlug es jetzt zugunsten der Nazi-Partei um. Gemeindevertreter mussten gehen und ohne vorherige Wahl, bestimmte der vor Ort ranghöchste SA-Mann die neuen Vertreter. Die jüdische Schriftstellerin Lola Landau und ihr Mann Armin T. Wegner, seit Jahren Bewohner Neuglobsows, 1933 auf der Flucht aus Berlin, wurden am Ortseingang mit einem Schild „begrüßt“: „Juden kehren um. Sie sind in Neuglobsow sehr unerwünscht“. Auch an anderen Stellen in Neuglobsow standen immer mehr Schilder zum Beispiel „Juden werden hier nicht bedient“. Wegner und seine Frau verließen Fluchtartig die Ortschaft, gingen wieder zurück nach Berlin, noch auf dem Weg schrieb Wegner seinen offenen „Brief an Hitler“: „Wenn alle schweigen, will ich nicht stumm bleiben“. Wegner wurde verhaftet, gefoltert und deportiert, konnte schließlich nach Italien ausreisen und starb im Exil, die Familie zerbrochen, seine Frau floh mit den gemeinsamen Kindern nach Palästina. Nicht rechtzeitig fliehen konnte die Familie Redlich. So nahm sich Emma Redlich an dem Tag, an dem sie deportiert werden sollte, das Leben, ihre Tochter und ihr Schwiegersohn mussten Zwangsarbeit verrichten, ihr Enkel wurde in ein Konzentrationslager deportiert.

## Stolperstein
Der Stolperstein befindet sich im Ortsteil Neuglobsow.
| Stolperstein | Inschrift                                                                                                | Standort                               | Name, Leben |
| ------------ | --- | -------------------------------------- | --- |
|              | HIER WOHNTE EMMA REDLICH GEB. MÜHSAM JG. 1864 VOR DEPORTATION THERESIENSTADT FLUCHT IN DEN TOD 14.2.1943 | Stechlinseestraße 9 · Landhaus Labes · | Emma Redlich, geborene Mühsam, wurde am 24. Mai 1864 geboren. Sie war eine Cousine des Schriftstellers Erich Mühsam. Emma Redlich war verheiratet mit dem Kaufmann Moritz Sylvius Redlich (1857–1942). Das Paar hatte zumindest zwei Kinder, Fritz (geboren 1892) und Annemarie (geboren 1900). 1907 erwarb die Familie ein Landhaus in Neuglobsow, welches erst zwei Jahre zuvor nach Plänen von Walther Lehweß fertiggestellt worden war. Ihr Ehemann starb 1942 eines natürlichen Todes. Emma Redlich beging am 14. Februar 1943 Selbstmord, zuvor erhielt sie von einem Ortspolizisten die Warnung, dass ihre Deportation nach Theresienstadt geplant wäre. Laut einer Zeitzeugin, wäre die SS gekommen, um Emma Redlich zu verhaften und zu deportieren. Sie bat darum, Abschied nehmen zu können, der damalige Bürgermeister ermöglichte es ihr. Emma Redlich hätte in dieser Zeit Selbstmord begangen. Ihr Sohn Fritz hatte Wirtschaft studiert und wanderte 1936 in die USA aus, wo er an mehreren Universitäten lehrte. Er starb 1978. Ihre Tochter Annemarie heiratete Osram Theodor Labes, befand sich damit in einer sogenannten „Mischehe“. Ihr Mann verweigerte die Scheidung, das Paar wurde zu körperlich schweren Zwangsarbeiten verpflichtet. Der gemeinsame Sohn John wurde in eine Konzentrationslager deportiert, überlebte aber. Im Jahr 1959 starb ihr Mann, sie lebte ab dann sehr zurückgezogen, wollte auch über die Zeit während des Nationalsozialismus und ihre Familie nicht sprechen. Sie starb 1981. Das Landhaus vermachte sie der Gemeinde Neuglobsow mit der Auflage, das Gebäude als Kultur- und Begegnungsstätte den Bewohnern des Ortes zur Verfügung zu stellen. Das Haus befindet sich seit 2010 wieder in privater Hand. |